# Bọ cạp vàng Israel
Bọ cạp vàng Israel, tên khoa học Scorpio maurus, là một loài bọ cạp sinh sống ở Bắc Phi và Trung Đông.
Mặc dù nọc độc của nó có chứa một chất độc thần kinh yếu được gọi là Maurotoxin, S.maurus không phải là một con bọ cạp nguy hiểm cho con người. Không có ghi chép thương vong của con người do loài bọ cạp này đốt.
Loài bọ cạp này có hang phức tạp trên sa mạc hoặc khu vực có cây cối, mỗi hang bắt đầu bằng một lối vào thẳng đứng, dẫn tới một khu vực bằng phẳng nằm sâu vài cm dưới mặt đất. Cấu trúc hang chia thành các phần riêng biệt, gồm cả phòng ấm và phòng mát.